# Sonny Barger

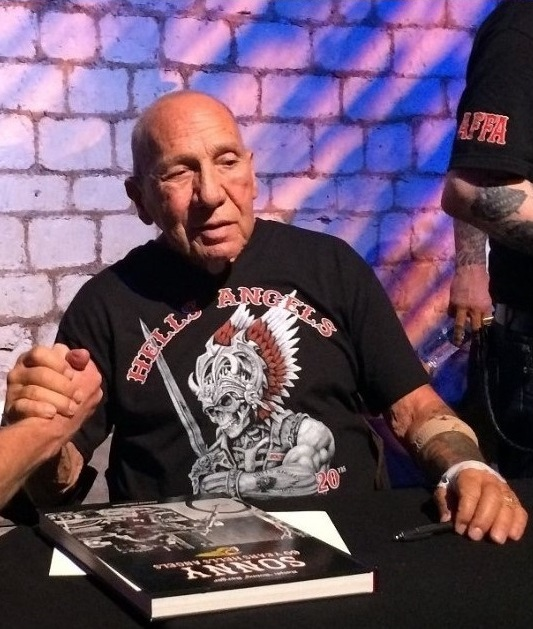
Sonny Barger (2019)

Ralph Hubert  „Sonny“ Barger (* 8. Oktober 1938 in Modesto, Kalifornien; † 29. Juni 2022 in Livermore, Kalifornien) war ein US-amerikanischer Rocker. Er war Mitglied des Motorradclubs Hells Angels und Gründungsmitglied des Chapters Oakland, bei den Hells Angels als Charter bezeichnet.

## Leben
Barger wuchs zusammen mit seiner älteren Schwester in ärmlichen Verhältnissen unter der Obhut seines alkoholkranken Vaters im kalifornischen Oakland auf. Seine Mutter hatte die Familie verlassen, als Sonny vier Monate alt war.
1955 fälschte er seine Geburtsurkunde, um in die US Army eintreten zu können. Nach 18 Monaten flog diese Fälschung auf, und Barger wurde wieder entlassen. Er kaufte sich ein günstiges Motorrad aus den vom Zweiten Weltkrieg übriggebliebenen Beständen der US Army und trat, inspiriert durch den Film The Wild One, dem Motorradclub „The Oakland Panthers“ bei. Nachdem sich dieser Club aufgelöst hatte, begann er, mit einer anderen Gruppe von Bikern zu fahren, von denen einer, Don „Boots“ Reeves, einen Aufnäher trug – einen kleinen Totenkopf mit einer Fliegermütze inmitten von Flügeln –, der zu einem aufgelösten Motorradclub in Sacramento gehört hatte. Am 1. April 1957 gründeten sie ihren eigenen Club, die Hells Angels, und jedes Mitglied trug den Aufnäher, der später als Death’s-Head-Logo der Hells Angels bekannt wurde. Der geflügelte Totenkopf wurde zum Symbol der Hells Angels. Barger und die Oakland Hells Angels wussten zu diesem Zeitpunkt nicht, dass es in ganz Kalifornien mehrere andere, lose verbundene Clubs mit demselben Namen gab. Mit Barger als Präsident reisten die Oakland Hells Angels nach Südkalifornien und schlossen sich mit den anderen Hells-Angels-Chaptern zusammen, teilten ihr Gebiet auf und gaben sich eine Clubsatzung. Während es zwischen den Chaptern zu internen Kämpfen kam, gab es vor allem Konflikte mit anderen Clubs wie den Gypsy Jokers.
Während Otto Friedli, der Gründer des ursprünglichen Hells Angels Chapters in San Bernardino, im Gefängnis saß, wurde Barger 1958 zum nationalen Präsidenten ernannt. Eine seiner ersten Handlungen war die Verlegung des Mutterchapters des Clubs, de facto das nationale Hauptquartier, von San Bernardino nach Oakland. Später im selben Jahr erlitt Barger bei einem Kampf mit der Polizei von Oakland einen Schädelbruch.
Barger war von 1960 bis 1965 als Maschinenführer angestellt, bis er wegen langer Abwesenheit entlassen wurde. 
Laut dem ehemaligen Vizepräsidenten des Oakland Hells Angels Chapters, George „Baby Huey“ Wethern, berief Barger im Jahr 1960 ein Treffen der Führer der Hells Angels und anderer kalifornischer Motorradclubs ein, bei dem die verschiedenen Clubs über das gemeinsame Problem der Polizeischikanen verhandelten. Die Clubs beschlossen, sich unter einem One-Percenter-Abzeichen zu verbünden, das sie auf ihren jeweiligen Farben tragen sollten. Der Begriff bezieht sich auf eine Bemerkung, die angeblich von der American Motorcyclist Association gemacht wurde, dass 99 % der Motorradfahrer gesetzestreue Bürger seien und das letzte eine Prozent Gesetzlose seien. 
Sein Vorstrafenregister begann 1963, als er wegen des Besitzes von Marihuana verhaftet wurde. Im folgenden Jahr wurde er erneut wegen desselben Vorwurfs und 1965 und 1966 wegen Körperverletzung mit einer tödlichen Waffe verhaftet. Ende der 1960er Jahre begann Barger mit dem Verkauf von Heroin und entwickelte außerdem eine Kokainabhängigkeit.
Das Chapter in Oakland, dessen Präsident Barger war, nahm eine informelle Autoritätsposition innerhalb der Hells Angels ein, die nach einer Auseinandersetzung mit der örtlichen Polizei und der California Highway Patrol im Anschluss an ein Treffen der Rocker in Porterville im September 1963 begann.
Zwischen 1966 und 1973 stammte der Großteil von Bargers legalem Einkommen aus der Beratung verschiedener Filmprojekte.
Mindestens fünf Jahre lang, beginnend im Jahr 1967, übergaben Barger und die Hells Angels dem Oakland Police Department (OPD) auf dem Schwarzmarkt erworbene Waffen oder Standorte von Waffen, die andernfalls von den Radikalen der Black Panther Party und des Weather Underground hätten verwendet werden können, im Austausch für die Freilassung inhaftierter Hells Angels-Mitglieder. Der OPD-Sergeant Hilliard sagte 1972 aus, dass er bei mindestens fünfzehn separaten Treffen, von denen das letzte im Frühjahr 1971 stattfand, von Barger persönlich Waffen, Dynamit und Granaten als Gegenleistung für die Freilassung inhaftierter Hells-Angels-Mitglieder entgegengenommen habe. Hilliard sagte auch aus, dass Barger angeboten habe, für jeden aus dem Gefängnis entlassenen Angel die eingesackte Leiche eines Linken zu liefern.
Unter seiner Führung wuchsen die Hells Angels stetig und breiteten sich auf Kalifornien, die USA und später weltweit aus. Die Mitglieder der ersten Stunde verstanden sich als „Underdogs“, die sich in überwiegender Mehrheit durch Gelegenheitsarbeiten über Wasser hielten.
Seit 1960 machte die Gruppe zunehmend durch exzessive, häufig gewalttätige Auftritte von sich reden. Barger kam wiederholt mit dem Gesetz in Konflikt und verbrachte einige Jahre im Gefängnis. 1969 war er mit seinen Hells Angels als Ordner bei einem Rockkonzert der englischen Band The Rolling Stones auf dem kalifornischen Altamont Speedway (Altamont Free Concert) beschäftigt, in dessen Verlauf der 18-jährige Meredith Hunter von einem Hells Angel erstochen wurde, nachdem er mit einer Schusswaffe in Richtung der Bühne gezielt hatte. Die Vorgänge sind in dem dokumentarischen Musikfilm Gimme Shelter festgehalten. Barger war an der Tat nicht beteiligt und wurde auch nicht angeklagt.
1973 bis 1977 war Barger im Gefängnis wegen Besitzes von 37 Gramm Heroin und Besitzes einer Waffe durch einen verurteilten Straftäter.
1979 wurde der RICO Act gegen ihn angewandt, um insbesondere den Drogen- und Waffenhandel der Fraktion der Hells Angels in Oakland zu unterbinden. Es kam zu einem Freispruch.
1982 erkrankte der starke Raucher Barger an Kehlkopfkrebs, so dass der Kehlkopf entfernt werden musste und Barger seine Stimme verlor. Über ein Tracheostoma lernte er mühsam, wieder zu sprechen.
Aufgrund des für seine Krankheit günstigeren Klimas zog Barger nach Cave Creek bei Phoenix (Arizona) um und eröffnete eine Motorradwerkstatt, wo er mit Frau und Tochter lebte. Er unternahm regelmäßig Reisen in die ganze Welt, um die lokalen Charter der Hells Angels zu besuchen.
Von 1989 bis 1992 büßte er im Gefängnis Phoenix Federal Correctional Institute eine Haftstrafe ab, weil er gegen Bundesgesetze über Sprengstoff, Waffen und Brandstiftung verstoßen hatte.
2005 heiratete er seine vierte Frau Zorana.
Sonny Barger starb am 29. Juni 2022 im Alter von 83 Jahren an den Folgen einer Krebserkrankung in Livermore, Kalifornien.

## Film und Fernsehen
Im Jahr 1967 erschien mit Die wilden Schläger von San Francisco der erste Kinofilm, in dem Barger bereits in einer der ersten Kameraeinstellungen zu sehen ist. Er hatte allerdings, obwohl er auch als Berater der Produzenten tätig war, keine Sprechrolle. Kurze Zeit später erschien mit Hell’s Angels ’70 ein zweiter Kinofilm, in dem das gesamte damalige Oakland-Charter der Hells Angels mitspielt und Barger auch eine Sprechrolle übernahm. Am Anfang des Films  Gimme Shelter ist ein Radiointerview per Telefon mit Sonny Barger zu hören, der die Ausschreitungen kommentiert.
Im Jahr 2010 hatte Barger einen Gastauftritt im Finale der dritten Staffel sowie 2011 in der vierten und 2012 in der fünften Staffel der Fernsehserie Sons of Anarchy als Lenny „The Pimp“ Janowitz.

## Werke
- mit Keith Zimmerman: Hell’s Angel: The Life and Times of Sonny Barger and the Hell’s Angels Motorcycle Club. William Morrow 2001.
- Dead in 5 heartbeats. Roman. Europa Verlag, Hamburg 2003, ISBN 3-203-75538-6.
- Freedom: Credos from the Road. William Morrow 2005.
- Ridin’ High, Livin’ Free. Die härtesten Motorradgeschichten. Rowohlt Taschenbuch Verlag, Hamburg 2004, ISBN 3-499-23561-7.
- 6 Chambers, 1 Bullet. William Morrow 2006.
- Let’s Ride: Sonny Barger’s Guide to Motorcycling. William Morrow 2010.
- Hell’s Angel. Mein Leben. Rowohlt, Reinbek 82010, ISBN 978-3-499-61453-8.